# Speloeophorus microspeos
Speloeophorus microspeos is een krabbensoort uit de familie van de Leucosiidae. De wetenschappelijke naam van de soort is voor het eerst geldig gepubliceerd in 1980 door Telford.